# 赫爾卡爾山
47°47′54″N 13°21′17″E / 47.79833°N 13.35472°E
赫爾卡爾山（德語：Höllkar），是奧地利的山峰，位於該國中部，由薩爾茨堡州負責管轄，屬於薩爾茲卡默古特山脈的一部分，處於薩爾茨卡默古特附近，海拔高度1,169米。